# あの娘
「あの娘」（あのこ）は、1983年10月21日に発売された中島みゆきの14作目のシングル。

## 解説
中島みゆき10作目のアルバム『予感』（1983年3月5日リリース）において、中島の楽曲のアレンジに初めて携わった井上堯之の編曲によるシングル。A面・B面ともにオリジナルアルバムには収録されていない。
当初ラジオ番組などで流れたものとは、ミックスが違っている（当初の発売日よりも半年程遅れている）。イントロ部分で顕著である。テイク違いではなく、イントロ部分などの微細な違い。
カップリング曲の「波の上」は、沖縄県にある歓楽街“波の上”を背景にした作品である。ちなみに、歌詞に登場するTanquerayは、イギリスで製造されているジンの銘柄である。
2022年11月28日にこのシングルは、ヤマハミュージックコミュニケーションズにより、ジャケット画像は7インチシングル盤でデジタル・ダウンロード配信された。

## 収録曲
- 作詞・作曲:中島みゆき
- 編曲:井上堯之

1. あの娘
2. 波の上

## 収録アルバム
- 中島みゆき THE BEST (#1)
- Singles (#1,2)
- 中島みゆき PRESENTS BEST SELECTION 16 (#1)
- 歌暦 (#2, ライブバージョン)